# Franz Jenny
Franz Jenny (* 1. Februar 1895 in Buchrain; † 18. Mai 1977) war ein Schweizer Rechtswissenschaftler.

## Leben
Jenny studierte Rechtswissenschaft an der Universität Freiburg und promovierte. 1921 wurde er Hypothekarschreiber des Kreises Habsburg. Ab 1925 war er Adjunkt des Eidgenössischen Justizdepartements und Leiter des Eidgenössischen Grundbuchamtes. Im Wintersemester 1944/45 und im Sommersemester 1945 war er ordentlicher Professor für schweizerisches Privatrecht an der Universität Freiburg. Sein Nachfolger wurde Peter Jäggi. Von 1945 bis 1959 war Jenny Direktor der Zweiganstalt Luzern der Schweizerischen Nationalbank.

## Schriften (Auswahl)
- Der öffentliche Glaube des Grundbuches nach dem schweizerischen ZGB (= Abhandlungen zum schweizerischen Recht. Neue Folge, Heft 17). Stämpfli, Bern 1926 (Dissertation, Universität Freiburg).